# リュブリャナ空港
リュブリャナ空港（スロベニア語: Letališče Jožeta Pučnika Ljubljana、英: Ljubljana Airport）は、スロベニア共和国の首都リュブリャナにある空港である。政治家ヨジェ・プチニクを記念してリュブリャナ・ヨジェ・プチニク空港とも称する。アドリア航空の本拠地であったが、同社は2019年に運行を停止した。

## 歴史

### ユーゴスラビア時代
1963年12月24日に開港。1964年1月9日から定期便の就航が始まった。Jat航空(のちのエア・セルビア)がベオグラードとの間に週１便、ドブロブニクへは週３便、ロンドンへは週1便であり、イネックス・アドリア航空(のちのアドリア航空)は、ベオグラードとアルジェとの間に２週間に１便の運航を行った。
1965年、フライトの申請手続きが簡素化され観光客が大幅に増加しチャーター便が多数就航した。この年、15社の外資系航空会社が同空港に就航し、翌年の1966年には26社に増加した。1968年、観光業の競争が激化した。同空港は観光地から離れすぎているため、運営者がプーラ空港の運営を引き継いた。そのため、チャーター便の大半がプーラ空港に就航し、同空港の就航数は前年と比較して半減した。この年の終わり、Jat航空はダグラス DC-3によりベオグラード-リュブリャナ-ミュンヘン間、さらにベオグラード-リュブリャナ-チューリッヒ間の貨物便が設定された。この2つ路線の最終目的地である、ミュンヘンとチューリッヒは大洋横断貨物輸送における跳躍地点であり、自国の製品が輸出可能従来よりも短時間で輸出可能となりスロベニア経済にとって有利なこととなった。1971年6月、ルフトハンザ航空はボーイング737によるフランクフルトへの定期貨物便を週1便開設し、海上コンテナとパレットの輸送を開始した。同空港は、パレットの貨物を受け取り発送のできるこの地域の空港としては最初の空港だった。1973年、滑走路を拡張しタクシーの通行道を2200mに延長した後、6月にアメリカのトランス・インターナショナル・エアラインズのマクドネル・ダグラス DC-10が就航した。
1974年、ザグレブ空港の便が移管されたことにより、航空機発着数と乗客ほぼ倍増した。1978年6月30日の夜、1年以上の間にわたって真夜中に行われていた改修工事の完成のために閉鎖された。改修には、滑走路を最新の基準に対応して、現在の滑走路の同等の規模に拡張することや、ターミナル等の建物の改装、電力供給の改善や、計器着陸装置(ILS)をカテゴリーIIの基準を満たすように行った。この間、航空便はマリボルとプーラに、大陸横断路線はザグレブに目的地を変更した。改修により、経由なしで大陸横断路線の運航が可能になった。12月20日には、Jat航空がはDC-10によるニューヨーク線の運航が開始された。 1979年、前年の改修や滑走路の拡張により、ILSのカテゴリーIIを取得した。
1987年、国内線の航空券が非常に安価な価格で販売されたため、航空旅客数が886,248人を記録した。この年の旅客数を上回ることは1999年までなかった。

### 独立後
1991年、スロベニアが独立すると、本国の中心の空港になった。だが、十日間戦争の影響により、6月26日にはスロベニアの空域が封鎖され、空港も閉鎖された。この影響により、9月中旬になると、航空便がクラーゲンフルト空港に目的地を一時的に変更し、1992年2月まで閉鎖された。その間、ターミナルの復旧などが行われることになった。
1992年から1993年にかけて、ターミナルの拡張工事が行われ、4,000m2から6,000m2に拡張され、当時最先端の精密アプローチレーダーが設置されることになった。1999年1月、低視程での運用のためにカテゴリーIIIBを取得した。2001年、航空業界にとって良い年ではなかったが、同空港にも影響を与えた。旅客数は、1995年以来の減少となった。2002年、中央ヨーロッパ各国の首脳会談が行われた際に利用した。 2007年6月、リュブリャナ空港は同国の政治家である、ヨジェ・プチニクにちなみリュブリャナ・ヨジェ・プチニク空港に改名された。
2008年、3月にシェンゲン協定内の路線における出入国審査が廃止された。2009年のリーマンショックにより、旅客数が激減したにもかかわらず、エアロドロームリュブリャナは改修工事から撤退しなかった。2013年スロベニア政府は、エアロドロームリュブリャナを国営企業とし、民営化のための手続きを開始した。 スロベニア賠償基金は、スロベニアの法定代理人として、エアロドロームリュブリャナの株主と共同で会社の株式資本の73.34％を構成する株式の売却に関する協約に署名した。2014年、運営者であったエアロドロムリュブリャナをドイツの空港運営会社であるフラポートに売却したことで、9月に全株式の75.5％を購入する契約を締結した。

## 就航路線
2019年12月現在
| 航空会社                               | 就航地                                                                    |
| -------------------------------------- | ------------------------------------------------------------------------- |
| エア・セルビア                         | ベオグラード、ニス                                                        |
| モンテネグロ航空                       | ポドゴリツァ                                                              |
| フィンエアー                           | [季節運行] ヘルシンキ                                                     |
| LOTポーランド航空                      | ワルシャワ                                                                |
| ウィズエアー                           | シャルルロワ                                                              |
| スイス インターナショナル エアラインズ | チューリッヒ                                                              |
| ルフトハンザドイツ航空                 | フランクフルト、ミュンヘン                                                |
| トランサヴィア                         | アムステルダム                                                            |
| ブリュッセル航空                       | ブリュッセル                                                              |
| エールフランス                         | パリ/CDG                                                                  |
| ブリティッシュ・エアウェイズ           | [季節運行] ロンドン/ヒースロー                                            |
| イージージェット                       | ベルリン/シェーネフェルト、ロンドン/ガトウィック、ロンドン/スタンステッド |
| アエロフロート・ロシア航空             | モスクワ/シェレメーチエヴォ                                               |
| ターキッシュ エアラインズ              | イスタンブール                                                            |
| エル・アル航空                         | [季節運行] テルアビブ                                                     |
| エア・ドロミティ                       | ミュンヘン(2025年10月27日より運航開始予定)                                |

## 旅客数推移
|      | 旅客数    | 増減率 | 発着回数 |
| ---- | --------- | ------ | -------- |
| 2013 | 1,321,153 |        | 33,112   |
| 2014 | 1,338,619 | 05.0%  | 31,405   |
| 2015 | 1,464,579 | 01.5%  | 32,849   |
| 2016 | 1,411,476 | 00.1%  | 32,701   |
| 2017 | 1.688.558 | 05.3%  | 34,444   |
| 2018 | 1,818,229 | 03.1%  | 35,512   |